# Iotonchus gymnolaimus
Iotonchus gymnolaimus är en rundmaskart. Iotonchus gymnolaimus ingår i släktet Iotonchus och familjen Iotonchusidae. Inga underarter finns listade i Catalogue of Life.